# Topoisomero
I topoisomeri, o isomeri topologici, sono molecole che possiedono la medesima formula chimica e connettività dei legami ma differenti topologie. 
Esempi di molecole per le quali esistono topoisomeri includono il DNA, che può formare nodi, e i catenani. I topoisomeri del DNA possono essere intercambiati da enzimi chiamati topoisomerasi.